# Karin Hindsbo
Karin Hindsbo (* 1974 in Kopenhagen, Dänemark) ist eine dänische Kunsthistorikerin. Seit September 2023 ist Direktorin der Tate Gallery of Modern Art in London. Zuvor war sie von 2017 bis 2023 Direktorin des norwegischen Nationalmuseums für Kunst, Architektur und Design in Oslo. 

## Ausbildung und Tätigkeiten

### Dänemark
Hindsbo schloss 2002 ihr Studium der Kunst- und Ideengeschichte an der Universität Aarhus mit dem akademischen Grad einer cand.mag. ab. Danach war sie von 2003 bis 2006 als externe Dozentin für Neuere Theorie und Zeitgenössische Kunst am Institut für Kunst- und Kulturwissenschaften der Universität Kopenhagen tätig und leitete von 2006 bis 2008 – ebenfalls in Kopenhagen – das Freie Ausstellungsgebäude (dänisch Den Frie Udstillingsbygning). Anschließend war sie von 2009 bis 2011 künstlerische Leiterin des Kunsthauses Aarhus (dänisch Århus Kunstbygning).
Von 2003 bis 2011 war Hindsbo Chefredakteurin und Herausgeberin der Kunstzeitschrift Øjeblikket (dt. etwa: Der Augenblick oder Der Moment).

### Norwegen

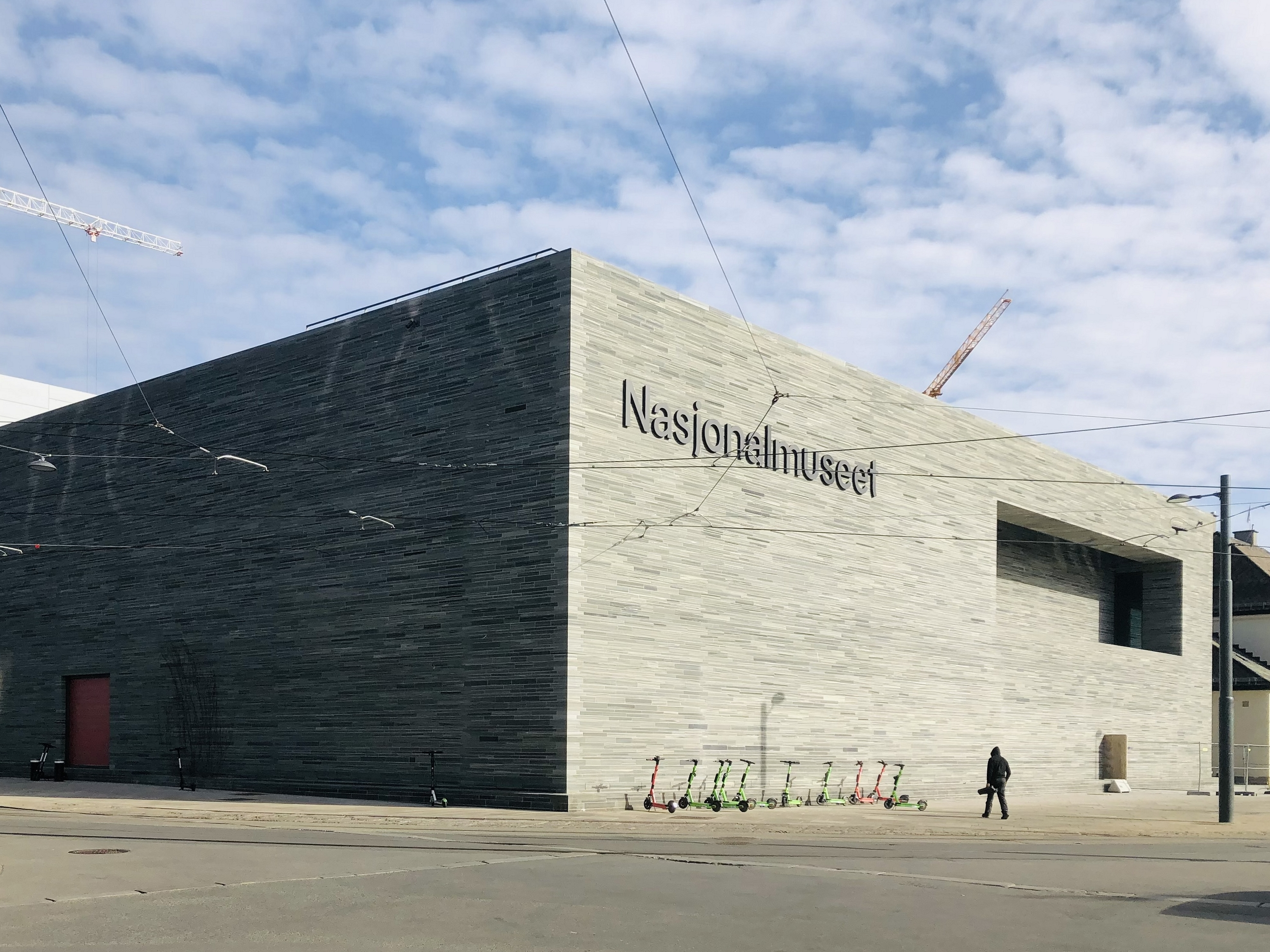
Wirkungsstätte von Karin Hindsbo bis 2023: Das Nationalmuseum für Kunst, Architektur und Design in Oslo

Ab 2012 war Hindsbo in Norwegen tätig. Dort war sie zunächst von 2012 bis 2014 als Nachfolgerin von Pontus Kyander, der als neuer Direktor an das Trondheim Kunstmuseum gegangen war, Direktorin des Südnorwegischen Kunstmuseums (SKMU, norwegisch Sørlandets Kunstmuseum) in Kristiansand.
Im Februar 2014 wechselte sie als Direktorin an das KODE, Kunstmuseene i Bergen (heute: KODE Kunstmuseer og komponisthjem) in Bergen, eines der größten Kunst- und Musikmuseen der nordischen Region. Diese Position hatte sie bis 2017 inne.
Im Juni 2017 wurde Karin Hindsbo Direktorin des norwegischen Nationalmuseums für Kunst, Architektur und Design in Oslo, dessen Neubau am 11. Juni 2022 feierlich eröffnet wurde.

### London
Im Mai 2023 wurde bekanntgegeben, dass Hindsbo an die Tate Modern in London wechseln würde. Im September 2023 trat sie ihr Amt als Nachfolgerin von Frances Morris an und leitet als Direktorin der Tate Modern auch deren Artistic Leadership Group, die für die künstlerische Ausrichtung und Programmgestaltung des Museums verantwortlich ist. Zugleich wurde sie zur stellvertretenden Direktorin des Tate-Museumsverbunds berufen.

## Familie
Karin Hindsbo ist seit 2018 mit dem norwegischen Politiker Martin Smith-Sivertsen verheiratet. Außer ihrer dänischen Muttersprache spricht sie fließend Englisch, Norwegisch, Deutsch und Französisch.

## Schriften (Auswahl)
- mit Mikkel Bolt: City Rumble, Kunst, intervention og kritisk offentlighed. Forlaget Politisk Revy, 2005.
- Is Modernity our Antiquity? In: Øjeblikket, i Journal of Contemporary Art, Nr. 46, 2006.
- What is bare life (subjectification)? In: Øjeblikket, i Journal of Contemporary Art, Nr. 47, 2007.
- Albert Mertz: ’Duer ikke...næste!’ Ausstellungskatalog, Den Frie Presse, Kopenhagen 2007.
- What is to be done? In: Øjeblikket, i Journal of Contemporary Art, Nr. 48, 2008.
- Modifications. In: Øjeblikket, i Journal of Contemporary Art, Nr. 50, 2010.
- Henning Christiansen, Composer, Fluxist and out of order. Forlaget Sohn, 2011.
- Feminist Art in Scandinavia – 1990 to present day. SKMU Sørlandets Kunstmuseum, 2013.

## Kuratierte Ausstellungen und Projekte (Auswahl)
- 2005: The City Rumble, Overgaden Institut for samtidskunst, Kopenhagen
- 2007: Albert Mertz: Duer ikke... Næste!, Den Frie Udstillingsbygning, Kopenhagen
- 2007: Henning Christiansen: Fluxid, Den Frie Udstillingsbygning, Kopenhagen[12]
- 2010: Modifications, Themenprogramm des Jahres, Århus Kunstbygning, Aarhus
- 2011: Imagine, Themenprogramm des Jahres, Århus Kunstbygning, Aarhus
- 2011: Sigrids Stue, Projektraum in Gellerup, Aarhus
- 2012: Ego?, Themenprogramm des Jahres, Århus Kunstbygning, Aarhus
- 2013: Feministik Kunst i Skandinavien 1990-2013, SKMU Sørlandets Kunstmuseum, Kristiansand